# Ophiorrhiziphyllon
Ophiorrhiziphyllon är ett släkte av akantusväxter. Ophiorrhiziphyllon ingår i familjen akantusväxter.
Kladogram enligt Catalogue of Life:
| Ophiorrhiziphyllon | \| \| Ophiorrhiziphyllon diandrum \| \| \| \| \| \| Ophiorrhiziphyllon macrobotryum \| \| \| \| \| \| Ophiorrhiziphyllon poilanei \| \| \| \| |
|                    | \| \| Ophiorrhiziphyllon diandrum \| \| \| \| \| \| Ophiorrhiziphyllon macrobotryum \| \| \| \| \| \| Ophiorrhiziphyllon poilanei \| \| \| \| |
|                    | Ophiorrhiziphyllon diandrum |
|                    | |
|                    | Ophiorrhiziphyllon macrobotryum |
|                    | |
|                    | Ophiorrhiziphyllon poilanei |
|                    | |